# Дискантов Олександр Григорович
Олександр Григорович Дискантов (Абрам Йосипович Вейцгендлер) (нар. 1895, селище Амур-Нижньодніпровськ, тепер у складі міста Дніпра (за іншими даними народився на станції Лозова, тепер Харківської області) — розстріляний 20 вересня 1937) — український радянський партійний діяч, 1-й секретар Маріупольського міського комітету КП(б)У. Член ЦК КП(б)У в січні 1934 — травні 1937 р. Кандидат у члени ЦК КП(б)У в червні — серпні 1937 р.

## Біографія
Народився в родині машиніста заводу газованої води. Закінчив три класи початкової школи. Трудову діяльність розпочав у лютому 1908 року учнем в приватній типографії міста Лозової, навчався на складача. У серпні 1908 — серпні 1915 року — складач приватної типографії міста Павлограда Катеринославської губернії.
У серпні 1915 — вересні 1916 року — рядовий російської імперської армії, воював на Австрійському фронті.
У вересні 1916 — 1917 року — складач приватної типографії міста Харкова. У 1917 році — складач приватної типографії міста Лозової Харківської губернії.
Член РСДРП (інтернаціоналістів) у грудні 1916 — січні 1917 року. Член РСДРП(б) з березня 1917 року.
У червні — жовтні 1917 року — секретар комітету РСДРП(б) станції Лозової. У листопаді 1917 — квітні 1918 року — член революційного комітету на станції Лозовій та начальник штабу бойової дільниці Червоної гвардії.
У травні — вересні 1918 року — на підпільній партійній роботі в профспілках міста Катеринослава, секретар партійного бюро фракції РКП(б) Катеринославської губернської профспілки. У вересні — грудні 1918 року — організатор і політичний керівник партизанських загонів, член і комісар пошти і телеграфа Павлоградського міського революційного комітету Катеринославської губернії. У грудні 1918 — червні 1919 року — заступник голови Павлоградської міської ради Катеринославської губернії. У 1919 році служив військовим комісаром комуністичного загону, який воював проти військ отамана Григор'єва. У червні — серпні 1919 року — секретар підпільного Житомирського губернського комітету КП(б)У.
З серпні 1919 року — в Червоній армії. Служив заступником начальника і начальником політичного відділу бригади Григорія Котовського 45-ї стрілецької дивізії. У 1920 році — начальник політичного секретаріату Павлоградського повітового військкомату Катеринославської губернії.
У жовтні 1920 — травні 1921 року — відповідальний секретар Ізюмського повітового комітету КП(б)У Харківської губернії. У травні 1921 — жовтні 1923 року — відповідальний секретар Павлоградського повітового (окружного) комітету КП(б)У Катеринославської губернії.
У жовтні 1923 — березні 1924 року — відповідальний секретар Козловського повітового комітету РКП(б) Тамбовської губернії.
У квітні 1924 — липні 1926 року — заступник завідувача, завідувач відділу організаційно-партійної роботи Полтавського губернського (окружного) комітету КП(б)У.
У вересні 1926 — червні 1927 року — слухач повторних 9-місячних курсів ЦК КП(б) України.
У червні — грудні 1927 року — завідувач відділу організаційно-партійної роботи Бердичівського окружного комітету КП(б)У.
У грудні 1927 — травні 1928 року — інструктор організаційного відділу ЦК КП(б)У та член редакційної колегії газети «Комуніст» у місті Харкові.
З 1928 року — на партійній роботі в Казахській АРСР. У червні 1928 — травні 1930 року — відповідальний секретар Кустанайського окружного комітету ВКП(б). У травні — серпні 1930 року — відповідальний секретар Семипалатинського окружного комітету ВКП(б). У серпні 1930 — січні 1932 року — 1-й секретар Семипалатинського міського комітету ВКП(б).
У січні 1932 — травні 1933 року — завідувач організаційно-інструкторського відділу Казакського крайового комітету ВКП(б). У липні 1932 року також виконував обов'язки секретаря із постачання Казакського крайового комітету ВКП(б) та був керівником Казахських крайових курсів із підготовки керівного складу робітників для районів.
У червні 1933 — лютому 1935 року — начальник Політичного сектору машинно-тракторних станцій (МТС) обласного земельного управління Донецької області.
У січні 1935 — серпні 1937 року — 1-й секретар Маріупольського міського комітету КП(б)У Донецької області.
2 серпня 1937 року заарештований органами НКВС. 20 вересня 1937 року засуджений до розстрілу. Посмертно реабілітований 3 жовтня 1956 року.